# Halenkovice
Halenkovice är en ort i Tjeckien.   Den ligger i regionen Zlín, i den östra delen av landet, 240 km öster om huvudstaden Prag. Halenkovice ligger 297 meter över havet och antalet invånare är 1 701.
Terrängen runt Halenkovice är huvudsakligen platt, men västerut är den kuperad. Runt Halenkovice är det ganska tätbefolkat, med 104 invånare per kvadratkilometer. Närmaste större samhälle är Zlín, 15,7 km öster om Halenkovice. Trakten runt Halenkovice består till största delen av jordbruksmark.